# Mijo Caktaš
Mijo Caktaš (Split, 8 mei 1992) is een Kroatisch voetballer die doorgaans speelt als middenvelder. In augustus 2024 verruilde hij Sivasspor voor Kocaelispor. Caktaš maakte in 2019 zijn debuut in het Kroatisch voetbalelftal.

## Clubcarrière
Caktaš speelde in de jeugd van Dugopolje en speelde ook wat wedstrijden in het eerste elftal voor hij in 2009 gescout werd door Hajduk Split. Twee jaar later werd hij voor een jaartje verhuurd aan Dugopolje en begin 2012 keerde de middenvelder terug in Split. Het seizoen 2012/13 betekende voor Caktaš zijn definitieve doorbraak als basisspeler. Aan het begin van de jaargang erop raakte hij echter zwaar geblesseerd, waardoor hij een groot deel van het seizoen aan zich voorbij moest laten gaan. Vanaf de zomer van 2014 keerde de Kroaat terug en kon hij weer vaak in actie komen. In september 2015 kreeg hij een vernieuwde verbintenis bij Hajduk, die zou lopen tot medio 2018. Lang zou hij zijn club niet meer dienen, want in januari 2016 verkaste de Kroaat naar Roebin Kazan. Bij de Russische club zette hij zijn handtekening onder een verbintenis voor de duur van drieënhalf jaar. Met de overgang was circa één miljoen euro gemoeid. Twee jaar later liet Caktaš zijn contract ontbinden omdat hij zijn loon niet uitbetaald had gekregen. Hierop keerde hij terug naar zijn oude club Hajduk Split, waar hij tekende tot medio 2021. In de zomer van 2021 vertrok Caktaš naar Saoedi-Arabië, waar hij tekende voor Damac. Hij keerde een half seizoen later terug in Kroatië, waar Osijek hem een contract voorschotelde. In februari 2024 verkaste hij naar Sivasspor. Een half seizoen na zijn komst naar Turkije verkaste Caktaš naar Kocaelispor.

## Clubstatistieken
| Seizoen | Club         | Competitie   | Competitie | Competitie | Beker | Beker | Internationaal | Internationaal | Totaal | Totaal |
| Seizoen | Club         | Competitie   | Wed.       | Dlp.       | Wed.  | Dlp.  | Wed.           | Dlp.           | Wed.   | Dlp.   |
| ------- | ------------ | ------------ | ---------- | ---------- | ----- | ----- | -------------- | -------------- | ------ | ------ |
| 2011/12 | Hajduk Split | 1. HNL       | 11         | 2          | 0     | 0     | —              | —              | 11     | 2      |
| 2012/13 | Hajduk Split | 1. HNL       | 30         | 9          | 8     | 1     | 4              | 0              | 42     | 10     |
| 2013/14 | Hajduk Split | 1. HNL       | 6          | 1          | 1     | 1     | 4              | 1              | 11     | 3      |
| 2014/15 | Hajduk Split | 1. HNL       | 31         | 9          | 5     | 0     | 6              | 2              | 42     | 11     |
| 2015/16 | Hajduk Split | 1. HNL       | 17         | 6          | 3     | 3     | 8              | 4              | 28     | 13     |
| 2015/16 | Roebin Kazan | Premjer-Liga | 11         | 1          | 0     | 0     | —              | —              | 11     | 1      |
| 2016/17 | Roebin Kazan | Premjer-Liga | 17         | 2          | 4     | 0     | —              | —              | 21     | 2      |
| 2017/18 | Roebin Kazan | Premjer-Liga | 10         | 2          | 0     | 0     | —              | —              | 10     | 2      |
| 2017/18 | Hajduk Split | 1. HNL       | 13         | 6          | 2     | 0     | —              | —              | 15     | 6      |
| 2018/19 | Hajduk Split | 1. HNL       | 28         | 19         | 2     | 0     | 4              | 2              | 34     | 21     |
| 2019/20 | Hajduk Split | 1. HNL       | 32         | 20         | 1     | 0     | 0              | 0              | 33     | 20     |
| 2020/21 | Hajduk Split | 1. HNL       | 17         | 9          | 1     | 2     | 2              | 1              | 20     | 12     |
| 2021/22 | Damac        | Pro League   | 16         | 4          | 1     | 0     | —              | —              | 17     | 4      |
| 2021/22 | Osijek       | 1. HNL       | 13         | 5          | 1     | 1     | —              | —              | 14     | 6      |
| 2022/23 | Osijek       | 1. HNL       | 29         | 8          | 3     | 1     | 2              | 0              | 31     | 9      |
| 2023/24 | Osijek       | 1. HNL       | 17         | 7          | 1     | 1     | 4              | 1              | 22     | 9      |
| 2023/24 | Sivasspor    | Süper Lig    | 13         | 1          | 0     | 0     | —              | —              | 13     | 1      |
| 2024/25 | Kocaelispor  | 1. Lig       | 1          | 0          | 0     | 0     | —              | —              | 1      | 0      |
| Totaal  | Totaal       | Totaal       | 347        | 116        | 33    | 10    | 34             | 11             | 414    | 137    |

Bijgewerkt op 12 augustus 2024.

## Interlandcarrière
Caktaš maakte zijn debuut in het Kroatisch voetbalelftal op 11 juni 2019, toen een vriendschappelijke wedstrijd gespeeld werd tegen Tunesië. Namens Kroatië kwam Bruno Petković tot scoren, terwijl Tunesië doelpunten van Anice Badri en Naïm Sliti zag vallen, waardoor het Noord-Afrikaanse land met 1–2 won. Caktaš moest van bondscoach Zlatko Dalić op de reservebank beginnen en hij mocht na drieënzestig minuten spelen invallen voor Andrej Kramarić. De andere Kroatische debutanten dit duel waren Dario Melnjak (Çaykur Rizespor) en Filip Benković (Celtic).
| Interlands van Mijo Caktaš voor Kroatië | Interlands van Mijo Caktaš voor Kroatië | Interlands van Mijo Caktaš voor Kroatië | Interlands van Mijo Caktaš voor Kroatië | Interlands van Mijo Caktaš voor Kroatië | Interlands van Mijo Caktaš voor Kroatië |
| №                                       | Datum                                   | Wedstrijd                               | Uitslag                                 | Competitie                              | Goals                                   |
| Als speler bij Hajduk Split             | Als speler bij Hajduk Split             | Als speler bij Hajduk Split             | Als speler bij Hajduk Split             | Als speler bij Hajduk Split             | Als speler bij Hajduk Split             |
| --------------------------------------- | --------------------------------------- | --------------------------------------- | --------------------------------------- | --------------------------------------- | --------------------------------------- |
| 1                                       | 11 juni 2019                            | Kroatië – Tunesië                       | 1 – 2                                   | Vriendschappelijk                       |                                         |

Bijgewerkt op 12 augustus 2024.

## Erelijst
| HN Kup | 1 | 2012/13 |